# Melvin Sáenz Biolley
Melvin Sáenz Biolley (San José, 27 de abril de 1953) es un diplomático de carrera costarricense, actual Embajador de Costa Rica en Perú.

## Formación
Cursó estudios en el Liceo de Costa Rica y en la Facultad de Derecho de la Universidad de Costa Rica.

## Carrera diplomática
Ingresó al Ministerio de Relaciones Exteriores y Culto de Costa Rica el 8 de mayo de 1982. Ha desempeñado diversos cargos diplomáticos, entre ellos los de asesor del ministro, director general de Política Exterior, embajador alterno en las Naciones Unidas, delegado de Costa Rica en el Consejo de Seguridad de las Naciones Unidas de 1997 a 1998 y cónsul general de Costa Rica en Cuba. De 2001 a 2007 fue embajador de Costa Rica en Colombia, país al término de su gestión lo condecoró con la Orden de San Carlos. En 2007 fue nombrado embajador en España. Presentó cartas credenciales al rey Juan Carlos I el 2 de septiembre de ese año. En 2010 fue nombrado embajador en Nicaragua y en 2011 como Embajador en Panamá.
A partir del 3 de julio de 2013 es embajador en Perú. 
Formó parte del grupo negociador de Costa Rica durante las negociaciones y ejecución del Plan de Esquipulas II o Procedimiento para la Paz firma y duradera en Centroamérica (1987-1990), y representó a su país en la Comisión Internacional de Verificación y Seguimiento. 
Es coautor de los libros Los Cancilleres de Costa Rica (1986) y Costa Rica y el sistema internacional (1990), y ha publicado varios artículos sobre temas diplomáticos.

## Datos personales y familia
Como el mismo se denomina, es un "canalla rumbero y beisbolero". Ha estado casado con María de los Ángeles Breckenridge Lobo por 34 años. De este matrimonio tienen 3 hijos, María Stella de 33 años, Carlos Santiago de 31 años y Daniel Alfredo de 25 años, chef costarricense de gran calibre y de futuro promisorio.
Se autodenomina un fanático devoto de los New York Yankees, el Club Atlético de Madrid, el Racing Club de Avellaneda y el Real Club Deportivo de La Coruña entre otros equipos. Es conocido por ser fanático y tener amplias colecciones de música y literatura de todo el mundo.